# Ryan Katz
Ryan Katz er en amerikansk fribryder, bedst kendt som GQ Money i Xtreme Pro Wrestling, "Devilish" Lee Handsome på indy-scenen og senest Fabian Kaelin i Wrestling Society X. 